# Пшеница туранская
Пшеница туранская (лат. Triticum turanicum) — тетраплоидный вид злаков из рода пшеницы. Вид пшеницы ограниченно культивируемый в качестве пищевого растения, как хлебная зерновая культура, ради получения зерна. Может встречаться в посевах других пшениц как примесь. Известны озимые,  но большей частью, яровые формы.

## Распространение и экология
Происхождение туранской пшеницы точно неизвестно. Одно время вид считали эндемичным для исторической области Хорасан, от чего в англоязычной литературе этот вид часто именуется как Khorasan wheat (хорасанская пшеница). Позже Вавилов и Фляксбергер установили более широкую разбросанность фрагментированного ареала по оазисам, от Северной Африки до Средней Азии, Индостана и Закавказья. Вероятно, эта пшеница издавна непрерывно выращивалась в небольших масштабах и для личного пользования на Ближнем Востоке, в Центральной Азии и в Северной Африке, но не производилась в промышленных масштабах. Чистые посевы во второй половине XX века встречались редко, локализованы на небольших участках в Иране, Афганистане, Турции, Сирии. На территории СССР встречались в Самаркандской, Бухарской и Сурхандарьинской областях Узбекистана и Чарджоуской области Туркмении. Чаще эта пшеница встречается как незначительная примесь в посевах Triticum durum (твёрдой пшеницы), площади посева которой многократно превосходят Triticum turanicum.
Примерно 6500 гектаров было засеяно в 2006 году коммерческим сортом пшеницы данного вида в Монтане, южной части Саскачевана и на юго-востоке Альберты.
Является выраженным экотипом оазисного земледелия в районах со знойным и сухим климатом, отличается высокой устойчивостью к жаре и атмосферной засухе, но совсем неустойчив к засухе почвенной.

## Описание
Однолетнее травянистое растение, высотой от 105 до 135 см, слабо-устойчивое к полеганию. Всходы зелёного цвета, не опушённые или слабо шероховатые. 

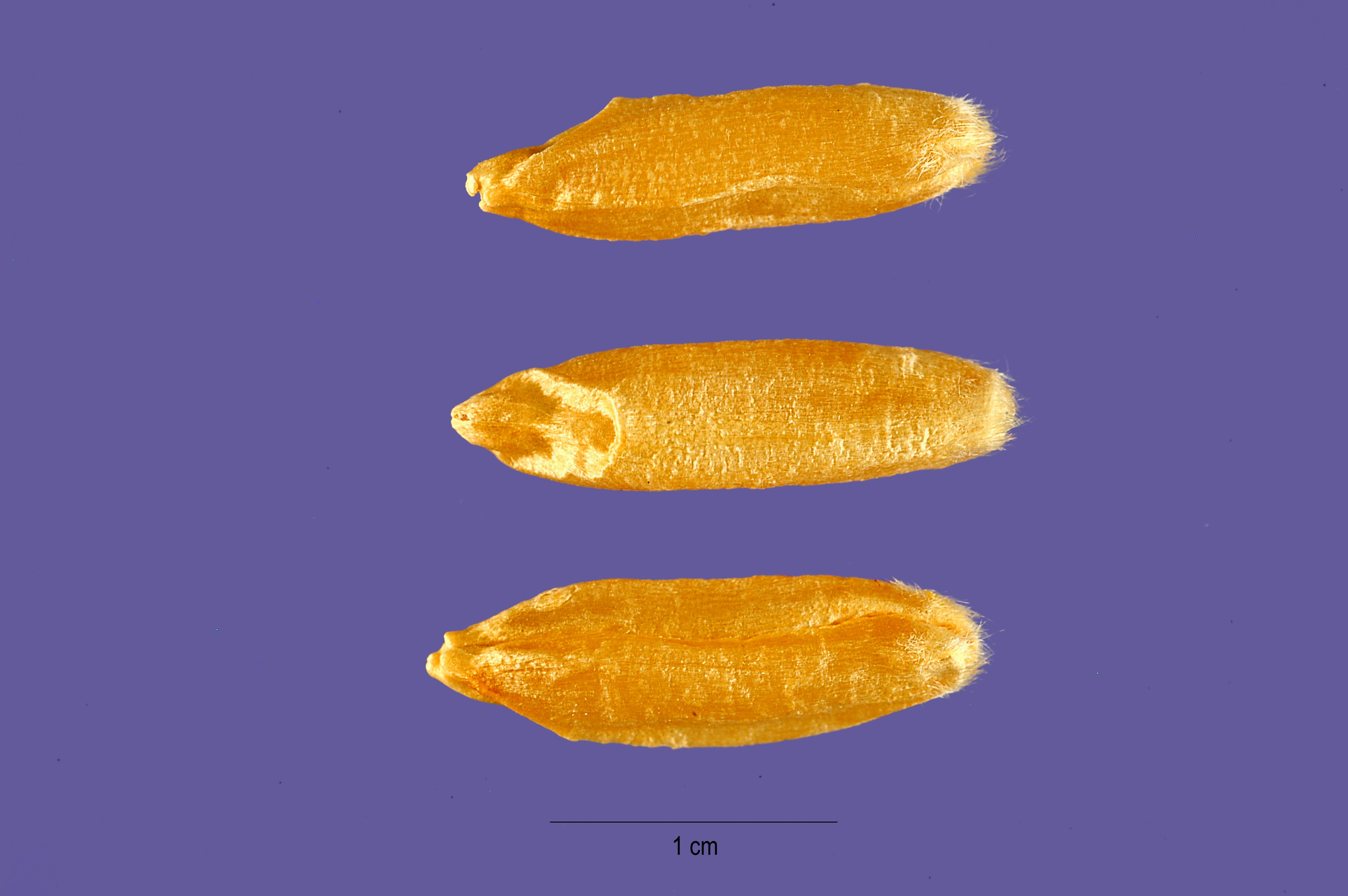
Зерновки

Соломина толщиной 3,5—4 мм, без антоциана, как правило с шестью межузлиями, узлы утолщённые, светло-коричневые, покрыты очень короткими волосками. Под колоском соломина обычно выполненная, реже — полая, но толстостенная.
Колосья удлинённые (длиной 11—14 см), поникающие, весьма рыхлые, в поперечном разрезе почти квадратные. В колосе по 16—20 колосков и 34—37 зерновок. Колоски вытянутые трёх-четырёх цветковые, длиной 17—20 мм, шириной 8—10 мм, толщиной около 4 мм. Колосковая чешуя лодочковидная, 13—16 мм длиной и 3—4 мм шириной, с немного зазубренным килем, достигающим основания, с коротким тупым зубцом, неизменным по всей длине колоса. Цветковые чешуи не сильно возвышаются над колосковой, весьма плотно охватывают зерновку. Внешняя цветковая чешуя вытянутая, длиной 13—15 мм, с опушёнными краями.
Ости длиной 14—17 мм, сильно зазубренные и грубые, более или менее легко опадающие, от чего в пору созревания может возникать впечатление о безостости колоса.
Зерновки очень длинные (11—12 мм), стекловидные, схожи с зерновками Triticum polonicum и с самыми крупными зерновками дикой полбы (Triticum dicoccoides).
Вес тысячи зёрен достигает 60 г. Цвет зерна янтарный.

## Хозяйственное значение
Содержание белка в зерне 18,7—22,7%, лизина в белке содержится только 1,66—1,84%.
Мука, полученная из зерна туранской пшеницы обладает хорошими макаронными характеристиками, прочность макарон 882 грамм, развариваются — в 3,2 раза, цвет — кремовый.
В Иране колосья собираются во время молочно-восковой зрелости и употребляются в пищу в печёном виде, подобно початкам кукурузы.
В 1977 году Боб Куинн, фермеры из Монтаны, попробовал выращивать древнеегипетский сорт пшеницы, известный как пшеница хорасан. В 1990 году он зарегистрировал свой сорт пшеницы под торговой маркой «Камут®». Эта пшеница позиционируется производителем «Kamut International» как продукт, обладающий некоторыми отличительными вкусовыми и полезными для здоровья качествами по сравнению с традиционными сортами твёрдой и мягкой пшеницы. Производится по органическим технологиям и используется для изготовления круп, хлебобулочных и макаронных изделий. Две трети продукции поставляется производителем в Европу.

## Таксономия
Первоначальное упоминание нового вида в ботанической литературе было опубликовано русским ботаником Н. К. Васильевым, который в своей статье 1899 года «Растения Азии и Кавказа в Уманском питомнике», описывает стародавний среднеазиатский сорт пшеницы, известный под местным названием Ляйляк-бугдай, по описанию и рисункам, приведённым в статье, вид однозначно определяется как Triticum turanicum.  
Первое научно действительное описание вида было сделано Персивалем в монографии «The Wheat Plant», в которой Персиваль впервые выявил систематические отличия вида, образцы из Хорасана были описаны им как Triticum orientale.  Однако, в связи с тем что данная комбинация в ботанической литературе использовалась ранее для описания вида злаков рода мортук как Triticum orientale M.Bieb., Fl. Taur.-Caucas. 1: 86 (1808), Якубцинер в 1947 году дал виду новое название Triticum turanicum. На тех же основаниях годом позднее Хаббард дал виду название Triticum percivalii. Некоторые авторы, в том числе и Вавилов, рассматривали данный вид как подвид пшеницы твёрдой (Triticum durum), другие как пшеницы английской (Triticum turgidum).
Triticum turanicum Jakubz., Селекция и семеноводство 5: 46. 1947. Труды по прикладной ботанике, генетике и селекции 1: 28. 1948.
Некоторые источники рассматривают данный вид в качестве подвида пшеницы английской — Triticum turgidum subsp. turanicum (Jakubz.) Á.Löve, Bot. Not. 114: 49. 1961.

### Синонимы
- Triticum orientale Percival, Wheat Pl. 155, 204. 1921. nom. illeg.
- Triticum percivalii C.E.Hubb. ex E.Schiem., Züchter 19: 323. 1948.
- Triticum percivalianum Parodi, Descr. Pl. Cult. 1: 143. 1959.
- Triticum turgidum subsp. turanicum (Jakubz.) Á.Löve & D.Löve, Bot. Not. 114: 49. 1961.
- Gigachilon polonicum subsp. turanicum (Jakubz.) Á.Löve, Feddes Repert. 95(7-8): 497. 1984.
- Triticum turanicum var. quasinotabile Udachin & Potokina, Sborn. Nauchn. Trudov Prikl. Bot. Genet. Selekts. 117: 128 1988.
- Triticum durum subsp. turanicum (Jakubz.) L.B.Cai, Acta Bot. Boreal.-Occid. Sin. 11: 222 (1991), nom. superfl.